# Denis Brînzan
Denis Gigi Brînzan (sinh ngày 26 tháng 11 năm 1996) là một cầu thủ bóng đá người România thi đấu ở vị trí hậu vệ cho Pandurii Târgu Jiu.